# Юрин, Владимир Михайлович
Ю́рин Влади́мир Миха́йлович (7 февраля 1938 — 11 марта 2021 Минск, Белорусская ССР, СССР) — доктор биологических наук (1981), профессор (1988).

## Биография
1959 г. — окончил лесохозяйственный факультет Белорусского лесотехнического института.
1966—1969 гг. — аспирант Института экспериментальной ботаники АН БССР (ИЭБ АН БССР) .
В 1970 г. — защитил диссертацию на соискание учёной степени кандидата биологических наук «Влияние ионов кальция и некоторых анионов на биоэлектрические потенциалы клеток Nitella flexilis при покое».
С 1971 по 1986 гг. работал в должности старшего научного сотрудника, а с 1986 по 1990 гг. — заведующим лабораторией в ИЭБ АН БССР.
В 1981 г. защитил диссертацию на соискание ученой степени доктора биологических наук «Электрофизиологический анализ основных закономерностей взаимодействия органических соединений с мембранами растительной клетки».
В 1988 г. В. М. Юрину присвоено звание профессора.
С 1991 г. по 2011 г. заведующий кафедрой физиологии и биохимии растений биологического факультета БГУ, в настоящее время — профессор кафедры клеточной биологии и биоинженерии растений биологического факультета.
В 1999 г. избран академиком Международной академии экологии.

## Педагогическая деятельность
В. М. Юрин подготовил 25 кандидатов и 2 докторов наук, в том числе за последние 5 лет:
2 диссертации на соискание ученой степени кандидата биологических наук:
1. 1. Крытынская Елена Николаевна «Закономерности действия пиретроидных инсектицидов на ион-транспортные характеристики плазматической мембраны растительной клетки»
2. 2. Логвина Анна Олеговна Физиолого-биохимические характеристики клеточных культур Trigonella foenum-graecum.

Разработал типовые программы по следующим дисциплинам:
- «Физиология растений»
- «Ксенобиология»

- «Иммобилизованные клетки и ферменты».

Читает студентам лекции по курсам «Физиология растений», «Ксенобиология», «Иммобилизованные клетки и ферменты».

## Научная деятельность
Созданные научно-педагогические школы в области электрофизиологии и ксенобиологии растений признаны специалистами как у нас в республике, так и за рубежом. Особенностью школ является применение идей и методов физико-химической биологии для исследования на клеточном и мембранном уровнях важнейших механизмов поступления минеральных веществ, явлений химической регуляции. Значительные успехи достигнуты в создании эффективных средств экологического мониторинга и скрининга биологической активности химических соединений по электрофизиологическим показателям и создании биотехнологического направления (культура клеток и тканей лекарственных растений, иммобилизованные растительные клетки). Имеет значительное количество научных публикаций (опубликовано более 660 работ, из них 7 авторских свидетельств на изобретение), включающие монографии, учебные и учебно-методических пособия.
Под его руководством в настоящее время выполняется ряд проектов в рамках ГПНИ «Конвергенция», подпрограмма «Объединение», «Химические технологии и материалы, подпрограмма „Биорегуляторы растений“, Белорусского фонда фундаментальных исследований».

## Организационная и общественная деятельность
Участвовал в организации и проведении Международных научно-практических конференций («Клеточная и молекулярная биология растений», г. Минск, 13-15 февраля 2013 г., «Нарочанские чтения» и др.) Неоднократно принимал участие в Международных научных и научно-практических конференциях.
В. М. Юрин выполнял и выполняет большую общественную работу (председатель координационного совета БГУ «Биологические науки», член секции биологических наук совета по координации фундаментальных исследований ГКНТ, член научно-методического совета «Экология» Министерства образования РБ, главный редактор научного журнала «Труды Белорусского государственного университета», член редколлегии журнала «Вестник БГУ», гл., член Учёного совета биологического факультета, член экспертного совета Минобразования РБ «Биология», член спецсовета по защите докторских и кандидатских диссертаций, член Белорусского ботанического президиума и других обществ).
Награждался медалями и дипломами (серебряные медали ВДНХ 1980 г., 1989 г.; знак изобретатель СССР, 1983 г.; нагрудный знак «Отличник образования Республики Беларусь», 2006 г., "Почетная грамота Совета Министров Республики Беларусь, 2013 г.)

## Основные публикации

### Основные учебно-методические публикации
- В. М. Юрин, О. Г. Яковец, Т. И. Дитченко. Ксеноэкология. Методические рекомендации к лабораторным занятиям, задания для самостоятельной работы и контроля знаний студентов // учеб.-метод. пособие Минск: БГУ, 2012. В 2-х частях. Ч. 1 — 54 с. Ч. 2. — 42 с.
- Юрин В. М., Демидчик В. В. Филипцова Г. Г. и др. Минеральное питание, физиология стресса и адаптация растений: учеб.-метод. пособие. Минск: БГУ, 2014. 103 с.
- Юрин В. М., Кудряшов А. П., Филипцова Г. Г., Яковец О. Г., Смолич И. И. Ксенобиология: метод. рекомендации к лаб. занятиям для студентов биол. фак. Минск: БГУ. 2015. 29 с.

### Учебники, учебные пособия и курсы лекций
- Юрин В. М., Найдун С. Н. Минеральное питание растений. Учебное пособие. — Мн.: БГУ, 2004. — 234 с.
- Юрин В. М. Иммобилизованные клетки и ферменты. Курс лекций. — Мн.: БГУ, 2006.- 133 с.
- Смолич И. И., Ходоренко Л. А., Юрин В. М. Водный режим растений. — Мн.: БГУ, 2008. — 108 с.
- Юрин В. М. Биоэлектрогенез растений: пособие для студентов биол. фак. Минск: БГУ, 2008. 135 с.
- Юрин В. М., Дитченко Т. И. Физиология роста и развития растений: курс лекций // Мн.: БГУ. 2009. 104 с.
- Юрин В. М. Физиология растений: учеб. пособие (гриф МО). Минск: БГУ,2010. 432 с.
- В. М. Юрин Биомедиаторы в растениях: учеб. пособие (гриф МО) Минск: БГУ, 2013. 199 с.
- Юрин В. М. Ксенобиология: учебник. Минск: БГУ., 2015. 247 с.

### Монографии
- Юрин В. М., Гончарик М. Н., Галактионов С. Г. Перенос ионов через мембраны растительных клеток. Минск: Наука и техника. 1977. 160 с.
- Юрин В. М., Иванченко В. М., Галактионов С. Г. Регуляция функций мембран растительных клеток // Мн.: Наука и техника. 1979. 200 с.
- Юрин В. М., Соколик А. И., Кудряшов А. П. Регуляция ионного транспорта через мембраны растительных клеток.1991. Минск: Наука и техника. 1991. 271 с.
- Юрин В. М., Соколик А. И., Кудряшов А. П. и др. Пестициды и растения: влияние на ион-транспортные системы плазматической мембраны. Минск: БГУ. 2011. 260 с.
- Юрин В. М. Иммобилизованные клетки лекарственных растений. Lambert Academic Publishing.2014. 130 с.